# Магалійні
Магалійні (Plocepasserinae) — підродина горобцеподібних птахів родини ткачикових (Ploceidae). Включає 5 родів і 10 видів.

## Поширення
Представники підродини поширені в Африці.

## Роди
- Магалі (Plocepasser) — 4 види
- Танзанійський магалі (Histurgops) — 1 вид (рід монотиповий)
- Громадник (Pseudonigrita) — 2 види
- Магалі-снувальник (Philetairus) — 1 вид (рід монотиповий)
- Магалі-вусань (Sporopipes) — 2 види